# Uffe Tecknare
Uffe Harry Oktave Hansen Vibeke, känd som Uffe Tecknare, född 7 juni 1932 i Danmark, död 7 juli 2006 i Huskvarna församling, Jönköpings län, var en dansk-svensk konstnär och författare. 
Uffe Tecknare, som var verksam i Gränna, Småland, var främst känd som tecknare. Förutom hans egna böcker, medverkade han som illustratör i böcker av andra författare och gav även ut ett par böcker tillsammans med dottern Anette Vibeke. Med reseskildringar medverkade han i Jönköpings-Posten. Hans verk hade ofta av småländska motiv, bland annat kyrkor.
Han är begravd på Huskvarna kyrkogård.